# Bruno Schmeltz
Pour les articles homonymes, voir Schmeltz.
Bruno Schmeltz, né à Toulouse en 1938, est un peintre français basé dans les Pyrénées, dans la vallée de Campan.

## Biographie
Bruno Schmeltz peint depuis le début des années 1970, toujours dans son style à technique hyper-réaliste, mais au contenu surréaliste.
Ses paysages oniriques sont évidemment liés à la beauté des Hautes-Pyrénées, terre des derniers bergers et du silence.
Il peint à l'huile, généralement sur de grandes toiles qui restent son terrain favori. Il a également exercé le travail de maitre verrier (églises de Dakar). Enfin, il a peint des fresques dans de nombreux lieux, principalement dans les villes de la Bigorre, et a grandement participé à la restauration de l'église Notre-Dame d'Alban.
Parmi les gens ayant contribué à sa popularité, on peut citer Pierre Cardin, Jean Gismondi ou encore Claude Nougaro.